# Підтримувальні колісні пари

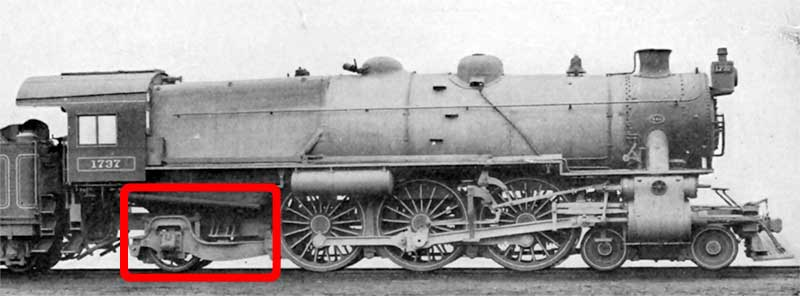
Підтримуючі колісні пари (обведені) паровоза типу 2-3-1

Підтри́муючі колі́сні па́ри (Підтримуючі осі) — вільні (тобто на них не передаються тягові зусилля від тягових двигунів) колісні пари, розташовані позаду рушійних колісних пар. Слугують для розвантаження задньої частини локомотива, а також для покращення його ходових характеристик під час руху заднім ходом.
Підтримуючі колісні пари почали з'являтися ще на перших паровозах (наприклад «Ракета» Стефенсона). Застосування підтримуючих колісних пар дозволяє встановити розвиненішу топку, яку часто неможливо встановити над рухомими колісними парами (через те, що вони часто не задовольняють габаритним умовам). У випадках їх застосування на танк-паровозах знижується залежність сили тяги локомотива від запасів палива і води (хоча такі танк-паровози так і не набули широкого використання). Підтримуючі колісні пари можуть розташовуватись як в основній рамі (наприклад С), так і на окремому візку (наприклад ФД), візок при цьому називають підтримуючим.